# Dorothy Alison
Dorothy Alison est une actrice australienne, née le 4 avril 1925 à Broken Hill (Australie), et morte le 17 janvier 1992 à Londres (Royaume-Uni).

## Filmographie
- 1949 : La Dernière barricade (Eureka Stockade) : Mrs Bentley
- 1949 : Sons of Matthew : Rose O'Riordan
- 1952 : La Merveilleuse Histoire de Mandy (Mandy) d'Alexander Mackendrick : Miss Stockton
- 1953 : Child's Play : Margery Chappell
- 1953 : Tournez la clef doucement (Turn the Key Softly) : Joan
- 1954 : Companions in Crime
- 1954 : The Maggie : Miss Peters
- 1954 : La Flamme pourpre (The Purple Plain) : Nurse
- 1956 : The Feminine Touch : The suicide
- 1956 : The Long Arm : Mary Halliday
- 1956 : Reach for the Sky : Nurse Brace
- 1956 : Le Gentleman et la Parisienne (The Silken Affair) : Mme Tweakham
- 1957 : The Scamp : Barbara Leigh
- 1957 : Police internationale (Interpol) : Helen
- 1957 : A Time of Day (série TV) : Lucy Freeman
- 1958 : The Veil (en) - Episode Jack the Ripper (TV) : Judith
- 1958 : The Man Upstairs : Mrs. Barnes
- 1959 : Life in Emergency Ward 10 : Sister Jane Fraser
- 1959 : Au risque de se perdre (The Nun's Story) : Sœur Aurélie
- 1961 : Two Living, One Dead : Esther Kester
- 1962 : Le Prince et le Pauvre (TV) : Mme Canty
- 1966 : Georgy Girl : Health Visitor
- 1967 : Pretty Polly : Mme Barlow
- 1968 : Journey Into Darkness : Mrs. Latham (episode 'Paper Dolls')
- 1971 : Terreur aveugle (Blind Terror) : Betty Rexton
- 1971 : Dr Jekyll et Sister Hyde (Dr. Jekyll and Sister Hyde) : Mme Spencer
- 1972 : The Amazing Mr. Blunden : Mme Allen
- 1973 : Baxter! de Lionel Jeffries
- 1981 : A Town Like Alice (feuilleton TV) : Mme Frith
- 1982 : The Return of the Soldier : Brigadier's Wife
- 1983 : The Winds of Jarrah : Mme Sullivan
- 1984 : The Schippan Mystery (TV) : Mrs. Schippan
- 1985 : A Fortunate Life (feuilleton TV) : Grandma Carr
- 1986 : Tusitala (mini-série) : Maggie
- 1987 : Melba (feuilleton TV) : Elizabeth Mitchell
- 1987 : Relative Merits (série TV)
- 1988 : Two Brothers Running : Mrs Widmore
- 1988 : Rikky and Pete : Mrs. Menzies
- 1988 : Un cri dans la nuit (A Cry in the Dark) : Avis Murchison
- 1989 : Malpractice (TV) : Maureen Davis
- 1989 : Australia : Doreen Swanson